# Pierre Fraigniaud
Pierre Fraigniaud est un chercheur français en informatique. Directeur de recherche au CNRS, il exerce au Laboratoire d'informatique algorithmique: fondements et applications (UMR du Centre national de la recherche scientifique et de l'Université Paris Diderot). Il est rattaché l'Institut de recherche en informatique fondamentale depuis sa création.

## Récompenses et distinctions
- Médaille d'argent du CNRS (2012)[2]